# 千歳基地
千歳基地（ちとせきち、英語: Chitose Airbase）は、北海道千歳市にある航空自衛隊の基地。日本の北端を担当する第2航空団が置かれており、航空自衛隊にとっては、かつてのソビエト連邦、継承国のロシアと対峙する最前線の基地である。地元市民からは2空団と呼ばれている。また航空管制は隣接する新千歳空港の民間機も含めて航空自衛隊が一元的に行なっている。
基地司令は第2航空団司令が兼務する。航空自衛隊の基地としては、アメリカ軍から返還後1957年に開庁。東側（18L/36R）滑走路の北側には、滑走路の移動に伴ってできた1,000メートルもの着陸帯が取られており、物理的には実質4,000m級である（ただし、市街地に隣接しているため、通常は着陸帯を使用することはない）。

## 概要

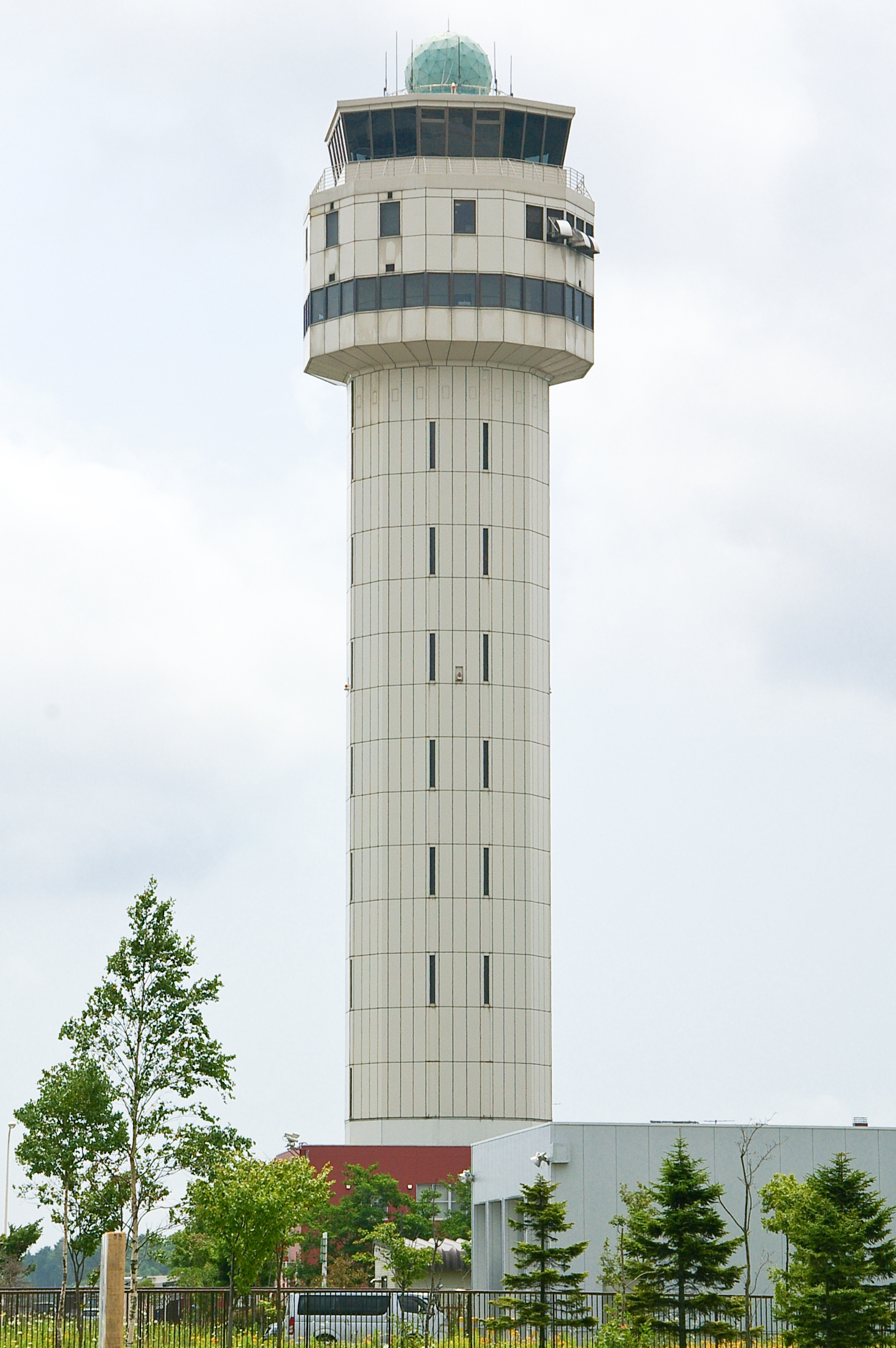
千歳飛行場と新千歳空港の航空管制を一元的に担う千歳基地管制塔

北海道千歳市に所在の共用飛行場。1926年に当時の千歳村民の無償の労力提供により整地された着陸場が前身である。新千歳空港に隣接し、管理は航空自衛隊が行っている。新千歳空港と混同されやすいが、千歳飛行場と新千歳空港は別の施設地域である。しかし、東西にそれぞれの滑走路は航空自衛隊は18R,Lを、民間側は19R,Lで1500数十メートルの差で平行して民間側が南側に設置されていることから、実際、新千歳空港と誤り、千歳飛行場に着陸を試みるという事案が何度かあった。
旧千歳空港が千歳飛行場であり、当時から今に至るまで共用飛行場である。JR北海道千歳線・石勝線千歳空港駅（現：南千歳駅）を最寄として民間用ターミナルビルが存在していた。なお現在は新千歳空港ターミナルに隣接して千歳線の新千歳空港駅が新設されており、民間施設側は利用客の利便が図られている。
民間航空機の発着回数が増えて手狭になったため、1988年に東側の隣接地に新たに純民間空港である新千歳空港が作られ、民間機はそちらに移った。当時は年間のスクランブル出動が200回にも及び、それが日本でもっとも過密な航空路線（千歳－羽田線）と共存すると言う綱渡りの状態であったが、皮肉にも新千歳空港開港後数年も経ない内にソビエト連邦の崩壊を迎えている。
千歳飛行場と新千歳空港とは誘導路でつながっており、管制業務は両空港を一体運用とし、航空自衛隊が行っている。原則民間機は新千歳空港側の滑走路を使用するが、緊急時などで千歳基地の滑走路を使用する事もある。
また、航空自衛隊が運用および管理する日本国政府専用機2機のハンガー（格納庫）および担当部隊があることでも知られている。
基地内には、海上保安庁の千歳航空基地（ちとせこうくうきち）と呼ばれる施設が滑走路北東側の一角にあり、専用のハンガーを保有している。
2004年時点での航空自衛隊基地隊員数は約2500人。
なお、千歳基地北東の陸上自衛隊東千歳駐屯地内には、旧海軍の第2・第3千歳飛行場とキャンプ千歳の米軍が使用していた2,500m滑走路および1,200m滑走路の跡が現在でも残っており、航空写真などで確認することができる。この滑走路跡は現在では駐屯地内の道路、各種訓練施設、ヘリコプターなどの発着訓練施設として使用されている。
2017年8月、訪日外国人増加に対応するため、千歳基地の東側滑走路の民間利用について検討が行われることとなった。特に中国や韓国などアジア圏の観光客が増加しており、アジア圏の格安航空会社（LCC）の新千歳空港発着便の増便に備えるため、2018年度以降に千歳基地の民間利用が可能かどうか調査する。

## 歴史
基地の概要・歴史（千歳市HP）、「航空自衛隊千歳基地－その運用と周辺対策－」（『調和 基地と住民』2004年3月）などを参考に記述。

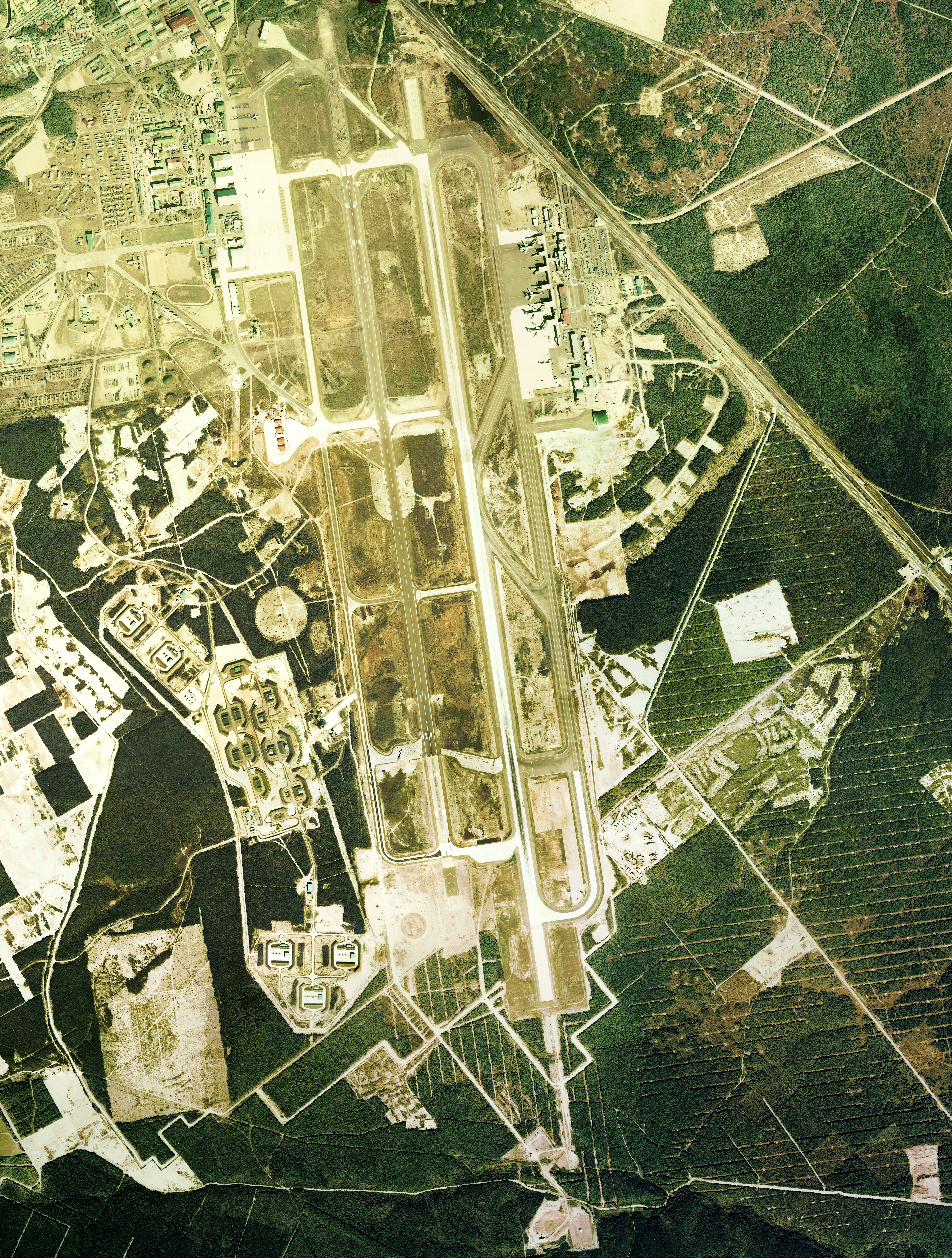
1975年撮影の千歳空港（千歳基地）。
この画像の撮影当時には新千歳空港はまだ建設されていない。画像中央滑走路の右下（東南方向）に新千歳空港が建設された。1975年撮影の16枚を合成作成。

- 1926年（大正15年） - 千歳村民の労力奉仕により、約10 haの着陸場を造成、同年10月22日には小樽新聞社の飛行機「北海1号機」（酒井憲次郎が操縦）が初めて着陸する。
- 1929年（昭和4年）2月 - 千歳への国営飛行場設置案が衆議院で採択[4]。
- 1933年（昭和8年）2月 - 千歳村が陸軍飛行場設置請願書を第七師団長・北海道庁長官・札幌逓信局長あてに提出、飛行場案を民間用から陸軍用に転換する[4]。
- 1934年（昭和9年）10月 - 千歳村の村費、王子製紙、伊藤組などの寄付によって、着陸場を約4万5千坪に拡張し、千歳飛行場開場式を実施。
- 1935年（昭和10年）
  - 1月26日 - 村の協議会で陸軍飛行隊の誘致を議決、その後130町歩の飛行場用地を確保[4]。
  - 3月25日 - 千歳飛行場への陸軍飛行隊設置の請願が採択される[4]。
  - 4月4日 - 第二期工事着工[4]。
  - 6月6日 - 第二期工事竣工、10万3620坪に拡張[4]。
  - 8月17日-23日 - 陸軍航空特別演習を実施[4]。
- 1936年（昭和11年）
  - 5月10日 - 第三期工事着工[4]。
  - 6月20日 - 第三期工事竣工、17万2千坪に拡張[4]。
- 1937年（昭和12年）
  - 4月 - 海軍飛行場建設を前提とした調査のため大湊海軍航空隊から檜貝嚢治・小福田租が来訪。石狩川流域・苫小牧・千歳を候補とし良好な地質や拡張性の高さから千歳を適地と判断[4]。
  - 9月 - 海軍から飛行場建設正式決定の通知が千歳村に届く。これにより村有地130haを寄付。
  - 10月18日 - 海軍航空基地着工[4]。
- 1939年（昭和14年）10月 - 千歳海軍航空隊開隊（着陸場は海軍の飛行場となる）。滑走路を1,200 mに延長。
- 1942年（昭和17年）
  - 千歳海軍航空基地から北東に約3.4kmの地点（現・東千歳駐屯地付近）に第2千歳飛行場滑走路（800m）完成、その後1300mに延伸[5]。
  - 11月1日 - 千歳空を第七〇三海軍航空隊に改称。
- 1943年（昭和18年）
  - 3月1日 - ガダルカナル島撤収作戦終了に伴い、千歳海軍航空隊を解隊[5][6]。
  - 9月6日 - 東京商科大学北遣隊により第2千歳飛行場誘導路完成[5]。
- 1944年（昭和19年） - 第2千歳飛行場の東部隣接地に第3千歳飛行場滑走路（1200m）完成[5]。
- 1945年（昭和20年）
  - 8月15日 - 第2千歳飛行場滑走路を2500mに延伸[5]。
  - 9月18日 - 第2千歳飛行場から3機のB-29がシカゴ市営空港まで無着陸飛行を実施（1945 Japan–Washington flight）、戦後初の太平洋横断飛行となる[7]。
  - 10月 - 太平洋戦争終戦により米軍に接収される。
- 1950年（昭和25年）5月 - 滑走路延長・誘導路新設工事着工[8]。
- 1951年（昭和26年）10月25日 - 民間航空が再開され、千歳・東京間に民間航空機（日本航空）が就航する[9]。これに合わせて、北海道中央バスが日本航空機の利用者専用の連絡バス（札幌発着）の運転を開始する(千歳線 (北海道中央バス)を参照)。
- 1952年（昭和27年）6月 - 警察予備隊千歳臨時部隊が100ビル（航空廠病院）に設置される。
- 1953年（昭和28年）10月 - 滑走路延長・誘導路工事竣工、滑走路延長を9000ft（約2,743m）×150ft（約45.7m）とする[8]。
- 1957年（昭和32年）8月 - 第2航空団が浜松から移駐。9月に千歳基地開設。
- 1958年（昭和33年）6月 - 米空軍飛行部隊が全面撤退[8]。
- 1959年（昭和34年）7月 - 米軍から日本政府（防衛庁）に返還される。
- 1961年（昭和36年）12月1日 - 東側滑走路（2700m×45m）が新設され、滑走路2本での運用を開始する[9]。
- 1963年（昭和38年）4月1日 - 千歳空港ターミナルビルが完成し、供用を開始する。
- 1967年（昭和42年）8月 - 千歳市から周辺住民の生活または事業活動への障害の防止と緩和を名目として基地周辺整備総合対策（各種防音工事、演習用道路築造など）が陳情。
- 1969年（昭和44年） - 千歳空港が出入国港に指定される。
- 1970年（昭和45年）12月 - 飛行場返還後も残置されていた米軍クマ基地（通信部隊）が閉鎖。
- 1973年（昭和48年）4月 - 翌年に配備予定だった当時の新鋭機F-4EJに関し、千歳市議会から騒音防止策などについて要望があり、滑走路を南方に2000m以上移動させることなどの条件が提示される。
- 1975年（昭和50年）6月30日 - 米軍千歳基地が完全に閉鎖。
- 1978年（昭和53年）12月 - 騒音軽減策として東側滑走路を南方の苫小牧市側に1000m移動。
- 1981年（昭和56年） - 植物・動物検疫飛行場、税関空港、国際空港開港に指定され、国際定期航空便（千歳・ホノルル間）が就航
- 1983年（昭和58年）4月 - F-15Jが配備される。
- 1988年（昭和63年）
  - 6月20日 - 新千歳空港滑走路が供用開始。
  - 7月20日 - 新千歳空港（A滑走路）が開港、民間機離着陸を新千歳空港に移行。
- 1992年（平成04年）
  - 4月 - 政府専用機の管理運用を行う臨時特別航空輸送隊が編成される。
  - 7月 - 新千歳空港ターミナルビル開業、千歳空港ターミナルビルの運用を終了。
- 1993年（平成05年）6月 - 臨時特別航空輸送隊が特別航空輸送隊として改編される。
- 1995年（平成07年）3月17日 - 旧千歳空港ターミナルビルに北海道エアフロント開発による地域輸入促進商業施設「千歳ワールド・マーケット・プレイスNEWS」が開業[10][11][12]。
- 1996年（平成08年） - 新千歳空港にてB滑走路（3000 m×60 m）が供用開始。本飛行場と完全に官民分離される。
- 1998年（平成10年）3月 - 千歳ワールドマーケット・プレイスNEWSが閉店[12]。
- 2001年（平成13年）3月31日 - 「千歳ワールドマーケット・プレイスNEWS」として使われていた旧千歳空港ターミナルビルと関連施設の解体を終了[13][12][9]。
- 2002年（平成14年）9月14日 - 航空自衛隊千歳管制隊が無事故航空管制3,333,333回達成[14]。
- 2003年（平成15年） - 十勝沖地震の発生に伴い、出光興産北海道製油所（苫小牧市）の油槽で大規模な火災が発生。航空自衛隊にも災害派遣要請が出されて、入間基地、浜松基地、小牧基地、春日基地板付地区などから、C-1輸送機により化学消火剤を24時間体制で緊急輸送を行う。
- 2023年（令和5年）3月16日：第3高射群を廃止し、三沢基地を本部とする北部高射群が編成される。千歳基地の北部高射群隷下部隊は第1指揮所運用隊、第1整備補給隊、第9高射隊、第10高射隊に改編

## 航空管制
| 種類   | 周波数 (VHF) | 周波数 (VHF) | 周波数 (UHF) | 周波数 (UHF) | 備考(運用時間はJST) |
| ------ | ------------ | ------------ | ------------ | ------------ | ------------------- |
| CLR    | 124.70 MHz   | 124.70 MHz   | 305.70 MHz   | 305.70 MHz   |                     |
| GND    | 121.70 MHz   | 121.70 MHz   | 275.80 MHz   | 275.80 MHz   |                     |
| TWR    | 118.20 MHz   | 126.20 MHz   | 236.80 MHz   | 304.50 MHz   |                     |
| APP    | 120.10 MHz   | 124.70 MHz   | 305.70 MHz   | 362.30 MHz   |                     |
| DEP    | 124.70 MHz   | 124.70 MHz   | 305.70 MHz   | 305.70 MHz   |                     |
| MET    |              |              | 344.60 MHz   | 344.60 MHz   |                     |
| TCA    | 127.70 MHz   | 127.70 MHz   | 256.10 MHz   | 256.10 MHz   | 月曜-金曜8:00-20:00 |
| RESCUE | 123.1x MHz   | 138.05 MHz   | 247.0x MHz   | 247.0x MHz   |                     |

航空管制は、航空自衛隊千歳基地　千歳管制隊が担当
小文字のxは、周波数が変動することをあらわす

## 航空保安無線施設
| 局名    | 種類  | CH.NO.    | 識別信号 |
| ------- | ----- | --------- | -------- |
| CHITOSE | TACAN | 29(109.2) | ZYT      |

保守は、航空自衛隊千歳基地 千歳管制隊が担当

## 配属部隊

### 航空自衛隊
北部航空方面隊隷下

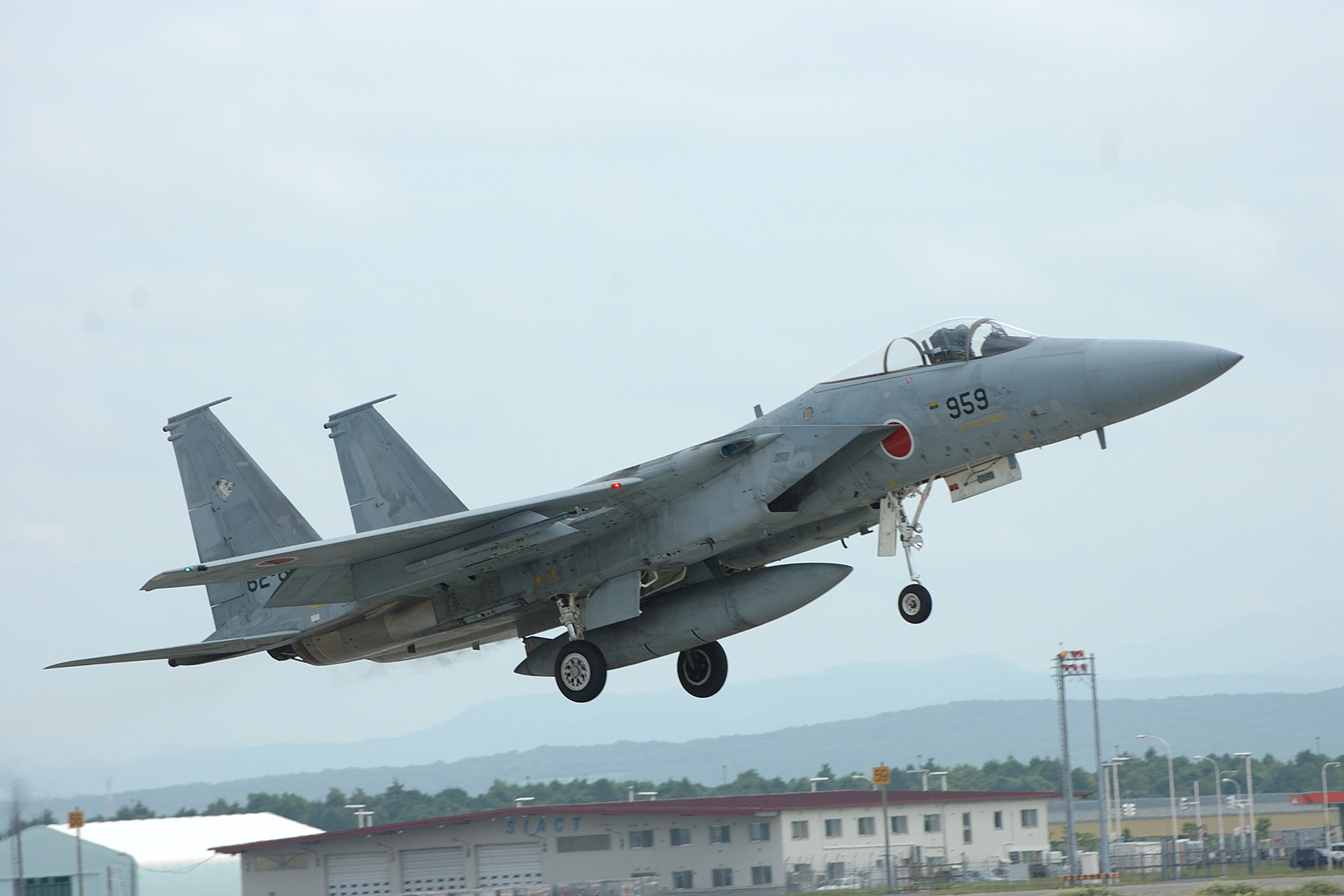
第201飛行隊のF-15J

- 第2航空団 - F-15J/DJを配備。「北の守り」として重要な部隊であり、スクランブル待機も行っている。
  - 飛行群
    - 第201飛行隊 - 戦闘機にF-15J/DJ、連絡機にT-4を運用。
    - 第203飛行隊 - 戦闘機にF-15J/DJ、連絡機にT-4を運用。

  - 整備補給群
  - 基地業務群
    - 第2基地防空隊 - VADS・81式短距離地対空誘導弾・91式携帯地対空誘導弾を配備。
- （北部航空警戒管制団）
  - 第1移動警戒隊 - 移動用車載レーダーで、固定式レーダーを補完し、航空機の探知や攻撃の管制を行う。
- （北部高射群） - 地対空誘導弾パトリオットを運用。
  - 第1指揮所運用隊
  - 第1整備補給隊
  - 第9高射隊 - PAC-3を配備。
  - 第10高射隊 - PAC-2を配備。
- （北部航空施設隊）
  - 第2作業隊 - 千歳基地の土木工事や冬季除雪、道内レーダーサイトの施設工事を行う。

航空総隊直轄
- （航空救難団）
  - （飛行群）

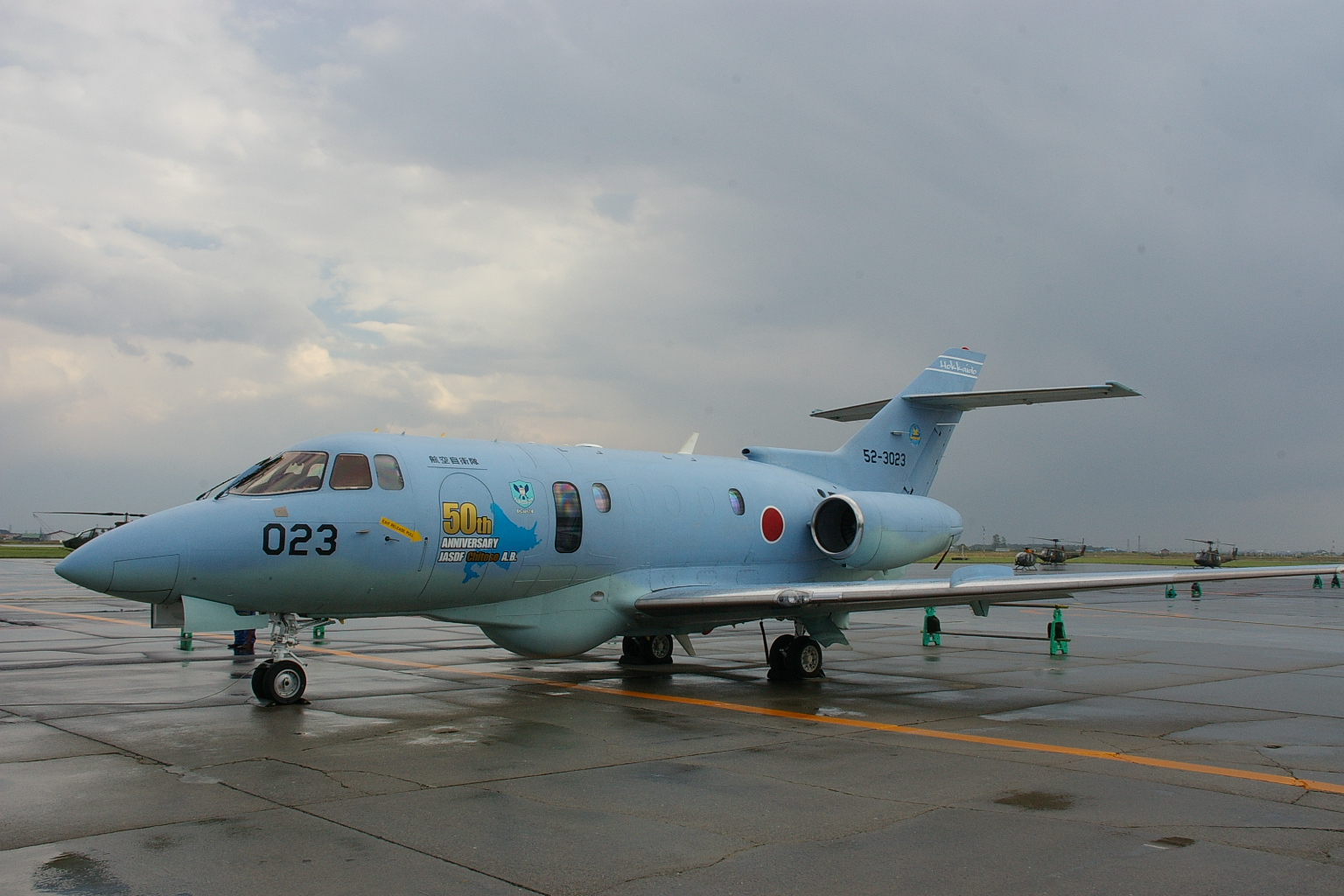
千歳救難隊のU-125A

    - 千歳救難隊 - 航空自衛隊や他の自衛隊機が墜落した際、U-125AやUH-60Jで緊急発進して搭乗員の捜索救助活動（航空救難）を実施する。また、民間機の墜落事故の際に東京空港事務所長からの要請で捜索救難活動を行ったり、消防や海上保安庁など他の救難組織が出動困難な悪天候時などには、災害派遣として山岳や海上の遭難者の捜索救出活動、離島・僻地の急患輸送などを行う。
- （航空戦術教導団）
  - （高射教導群）
    - 基地防空教導隊 - 航空自衛隊基地の防空に関する運用研究や指導を行う。

航空支援集団隷下
- （航空保安管制群）
  - 千歳管制隊 - 日本有数の混雑空港である千歳基地と新千歳空港（IATAのWSGで2番目に混雑レベルが激しい「レベル2」[15]）の航空管制業務を行う。
- （航空気象群）
  - 千歳気象隊 - 千歳基地の気象データを常時測定し、気象予報を行う

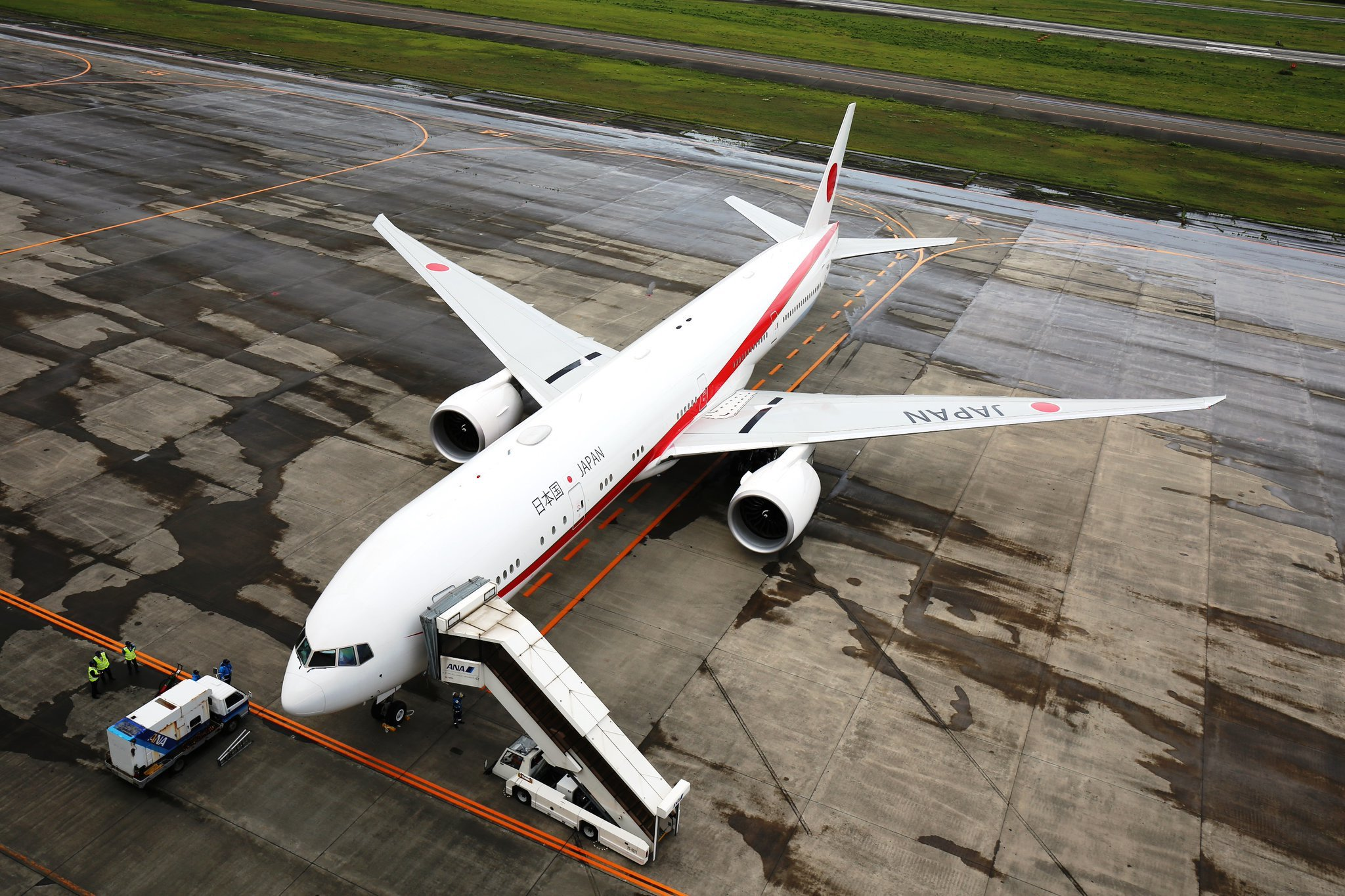
日本国政府専用機

- 特別航空輸送隊 - 日本国政府専用機2機の運用及び整備を行う。
  - 第701飛行隊
  - 整備隊

大臣直轄
- （航空システム通信隊）
  - （移動通信群）
    - 第3移動通信隊 - 有事や災害派遣時に通信機器を必要な場所へ移動して、通信を確保する。
- （航空警務隊）
  - 千歳地方警務隊 - 千歳基地内の治安維持を行う。

### 海上保安庁
- 第一管区海上保安本部
  - 千歳航空基地（北緯42度48分09秒 東経141度40分23秒 / 北緯42.80250度 東経141.67306度）
    - デ・ハビランド・カナダ DHC-8-Q315（通称ボンバル300）
      - おおわし1号（JA723A）
      - おおわし2号（JA724A）
      - おおわし3号（JA727B）

## 周辺対策
本飛行場に関係する周辺対策事業は他の自衛隊・在日米軍施設同様「防衛施設周辺の生活環境の整備等に関する法律」を根拠法とし（以下本節で同法と呼ぶ）、旧防衛施設庁の主導により下記が実施されてきた。
一般的に、周辺対策事業は下記のように区分され、その他にも名目をつけて予算措置がなされることがある。
- 障害防止工事の助成
- 住宅防音工事の助成
- 移転措置による土地の買い入れ
- 民生安定施設の助成
- 調整交付金の交付

基地周辺対策の実施対象自治体は、広域自治体としては北海道、基礎自治体としては千歳市、苫小牧市、長沼町、由仁町、早来町など2市7町に及んでいる。

### 障害防止工事
障害防止対策事業（同法3条に基づく）の内一般障害防止については、本飛行場の滑走路、建物整備などに伴い飛行場内の植生の荒廃が進み、飛行場を流域とする河川の流域保水力の低下により洪水被害が生じたため、メムシ川改修工事などの助成があり、同川の場合1977年度から1987年度まで助成を実施している。
また、同飛行場を離着陸する航空機の頻繁な飛行により、周辺地域のテレビにフラッターが生じていることから、防止策として共同受信施設を1974年度から1996年度まで助成を実施した。
その他、1971年度から1979年度にかけて騒音用電話機設置事業に助成を実施した。
これら障害防止工事の補助実績は2002年度までで3件、約31億円となっている。

### 騒音防止工事
学校などの公共施設の騒音防止対策事業としては、航空機騒音の防止・軽減対策として1962年度から学校法人、保育園、法人関係の教育施設や医療施設などに防音工事を実施している。2000年代になると施策がほぼ行き渡り、機能復旧工事が増加している。

### 住宅防音工事
住宅防音工事については同法4条に基づいて指定した第一種区域(75WECPNL以上）に所在する住宅を対象として、1974年度から実施して、1990年度からは空気調和機器の機能復旧工事に着手した。1996年度からは特定住宅防音工事（ドーナツ現象）、1998年からは建替防音工事、2003年度からは太陽光発電システム設置工事（モニタリング）を実施している。2002年度時点で約20000世帯（新規、追加、特定防音の各工事の合計）に対して360億円が投じられている。

### 移転措置
同法第5条に基づく第二種区域（WECPNL90以上）からの移転補償については1964年度から実施しており、2002年度までの総計で建物1100戸（約97億円）、土地約111ha（約100億円）となっている。移転事業は開始から相当の年月を経過し、人口流出の進んだ地域では町内組織の衰退、防犯面での不安感などが増しており、自治体にはその面の対策も必要となって来ている旨を札幌防衛施設局は説明している。
第二種区域内の移転措置で購入した土地は「周辺財産」として防衛施設庁が管理していた。その面積は2002年度時点で約118haとなっており、植栽を実施した面積は内67ha（費用、7億5000万円）である。この他飛行場周辺には元々自然林があり、90％以上の土地が緑地帯となっている。また、周辺財産の一部を千歳市にアンカレッジパークその他として使用を許可している。

### 民生安定施設の助成
民生安定施設の助成は同法8条に基づき、一般助成と防音助成に分かれる。
一般助成事業としては、道路改修、学習等供用施設、無線放送施設、公共空地などについて、1970年度から助成を開始し、2002年度時点で総計は約44億円となっている。1990年代末にゴミ処理施設におけるダイオキシン対策が問題となった際には、1998年度から千歳市が開始した施設整備にも助成を実施した。
防音助成事業としては、学習等供用施設、公民館、市町村庁舎などについて、1967年度から助成を開始しているが、2000年代に入ると施策の行き渡りにより年毎の実施件数は減少している。

### 特定防衛施設周辺整備調整交付金
更に、同法9条に基づき、特定防衛施設周辺整備調整交付金を特定防衛施設関連市町村に指定されている千歳、苫小牧両市に対して交付している。用途としては交通施設、スポーツ施設の整備に充当されており、総計としては1974年度の開始から2002年度までで406件、約105億円となっている。

### まちづくり計画事業の助成
周辺地域との調和を図るため、基地を前提としたまちづくりのための総合的な計画の策定事業として2002年度から千歳市に助成している。これにより、戦車などの重車両が通行する「C経路」と通称される公道の沿線環境を改善するような施設の整備が考えられている。

## 旧空港施設
- 戦後の民間航空再開に伴い、1951年から1963年まで基地北西側の米軍施設内に平屋建て120坪の旅客施設を設置し航空庁・気象庁事務所、航空会社事務所、コーヒーショップ、土産物店、郵便・電報・電話サービスを備えた[19]。1960年には2階部分の一部増築を実施[19]。
- 1963年には北東側に新設された民間航空地域に北海道空港が運営する「千歳空港ターミナルビル」を設置[19]。1992年の新千歳空港ターミナルビル開業まで使用され、新千歳ターミナルへの移転後は1994年までにフィンガー施設や貨物ビルなどの関連施設を撤去しターミナル本館は改装の上1995年から商業施設「千歳ワールドマーケット・プレイスNEWS」に転用の後2001年に解体。
  - 当初は一部2階建て床面積3,416平米で竣工し、その後航空需要の増加を受け増築を重ね最終的に1982年の増築終了までに4階建て48,023平米に拡張[19]。1980年には日本航空器材庫を改装した国際線ターミナルも設置され[19]、80年代後半にはニューメディア技術を活用した情報サービス施設「HAPIS」や映像装置「ハピス・マルチビジョン」も整備された。
  - 旧ターミナル末期には日本初の空港オリジナルキャラクターとして「少年ディッパー」を制定し[20]、「DIPPER & FRIENDS」として少女「ランちゃん」・牛「いく代」・ウサギ「ミミ」・キタキツネ「こん助」・エゾシカ「ロビン」・リス「チー坊」・熊「リトルベアー」のキャラクター群も設定された[21]。

千歳空港ターミナルビル施設（1990年時点）
- 3階[21]
  - レストラン街「味の広場スカイニート」
  - 見学送迎デッキ
  - ゲームコーナー
- 2階[21]
  - 出発ロビー
  - 売店
  - 千歳空港駅連絡歩道橋
  - 郵便局
  - 喫茶
  - 銀行
  - 団体待合室
  - VIP室
  - 診療所
  - マルチビジョン「ハピス・マルチビジョン」
    - 27インチ画面縦4面・横8面計32面[20]。
- 1階[21]
  - 航空各社カウンター
  - チケットロビー
  - バゲージクレーム
  - 到着ロビー
  - 売店
  - 靴磨きコーナー
  - CDコーナー
  - 食堂
  - 水槽
  - 総合案内カウンター
  - 情報サービスシステム「HAPIS」（ハピス、Hokkaido Air-Port Information Service） - ニューメディア技術を用いた情報サービス提供を行う案内所[22]。
    - HAPIS SPOT - ホテルやオリジナル品の予約、レーザーディスクによる文字情報提供を実施。2基の操作画面と壁面に縦3・横4の計12基の画面を備える[22]。
    - HAPIS GUIDE - 空港内情報・観光情報・航空情報などをタッチパネル式画面で提供する[22]。
    - HAPIS VISION - 幅1.8m・高さ1.35mの液晶画面で空港内情報・航空情報・商業情報・観光情報・ニュースなどを投影[22]。
    - HAPIS BOARD - 広告・環境アートなどを3面回転で表示するトライビジョン[22]。
    - HAPIS WINDOW - ショーケースによる商品展示や3基のビデオ画面による説明を展開[22]。
    - HAPIS COMPANION - 情報案内、予約発券宅配、機器の説明などを実施する案内所[22]。

  - 理美容室
  - 手荷物一時預かり所
  - ツアーデスク
  - レンタカー案内コーナー

## 航空祭

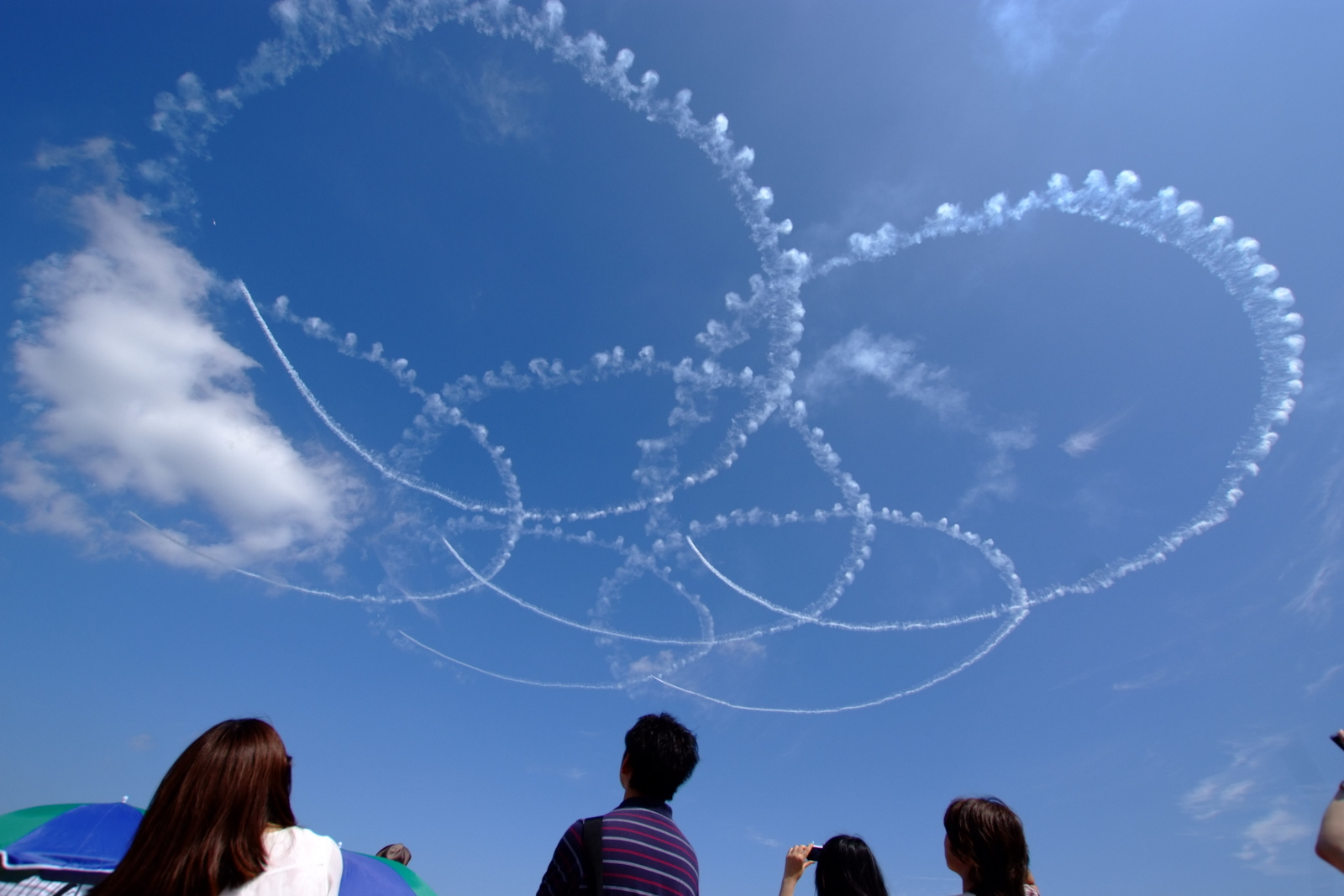
2013年の航空祭の様子。

毎年8月第1週の日曜日に実施しているが、2006年度は土曜日の開催であった。「ブルーインパルス」の展示飛行がある。
航空祭の際には正門まで2km弱の距離にあるJR千歳駅から徒歩30分程度で行くことが出来る。車での来場も可能だが、基地前の平和交差点を中心に周辺では毎年渋滞するため、飛行展示に間に合わないケースも続出している。
2009年10月15日、アメリカ空軍の曲技飛行チーム「サンダーバーズ」が展示飛行を行った。
2014年からは、入場する車両による渋滞の緩和・敷地内駐車場の混雑などもあり事前申込み制度に変更となった。基地内駐車場および隣接する新千歳空港敷地内の旧空港ビル跡地などを使用した臨時駐車場利用制度に変更となっており、申込みに外れた場合は、JR利用の場合は南千歳駅から有料シャトルバスが運行される他に、当日専用でキリンビール駐車場が臨時駐車場として指定されており、そちらに駐車のうえ同じく有料のシャトルバスを利用する。